# I Am Michael
I Am Michael (em Portugal: O Meu Nome é Michael) é um filme biográfico de drama estadunidense escrito e realizado por Justin Kelly. O filme foi baseado no artigo "My Ex-Gay Friend" de  Benoit Denizet-Lewis, na revista The New York Times Magazine, o filme estrelou James Franco, Zachary Quinto, Emma Roberts, e Charlie Carver. Franco atuou como Michael Glatze, um antigo defensor dos direitos LGBT, que deixou de se identificar como homossexual e passou a condenar a homossexualidade. As filmagens aconteceram na cidade de Nova Iorque entre 11 de agosto até 30 de agosto de 2014.

## Argumento
A verdadeira história polémica retrata o ativista gay Michael Glatze que rejeita a sua homossexualidade e se torna um pastor cristão.

## Elenco
- James Franco como Michael Glatze[4]
- Zachary Quinto como Bennett[5]
- Emma Roberts[5] como Rebekah Fuller
- Avan Jogia como Nico[6]
- Charlie Carver como Tyler[7]
- Daryl Hannah como Deborah[8]
- Devon Graye como Cory
- Leven Rambin como Catherine
- Jenna Leigh Green
- Lesley Ann Warren como a mãe de Michael em cenas de flashback

## Produção
Em 1 de abril de 2014, James Franco foi selecionado para atuar como Michael Glatze, o ativista gay que renunciou à sua homossexualidade. Justin Kelly foi definido para realizar o filme Michael baseado no artigo "My Ex-Gay Friend" de Benoit Denizet-Lewis na revista The New York Times Magazine, enquanto Gus Van Sant seria o produtor executivo do filme. Em 14 de julho de, Zachary Quinto, Emma Roberts, e Chris Zylka se juntaram ao elenco. Quinto desempenhou o papel de Bennett, o ex-namorado do personagem de Franco, Roberts atuou como sua namorada e Zylka como seu último interesse amoroso.
O realizador Justin Kelly disse que "isso não será apenas uma história sobre um 'ex-gay', mas sim sobre uma história muito relacionável sobre o poder da crença e o desejo de pertencer". Em 14 de agosto Charlie Carver foi selecionado para atuar como Tyler, que se envolve em um relacionamento com Michael e Bennett e fica de coração partido quando Michael rejeita sua homossexualidade. Em 15 de agosto, Avan Jogia foi escolhido para o papel de Nico, um jovem que Michael conhece e se apaixona por ele ao longo do seu percurso. Em 18 de agosto, Lesley Ann Warren foi escolhida para interpretar o papel da mãe do personagem de Quinto. Em 25 de agosto, Daryl Hannah foi escolhida para o papel de Deborah, que dirige um refúgio budista no Colorado, onde Michael vai encontrar consolo.

### Filmagem
As filmagens começaram na Nova Iorque, em 11 de agosto de 2014 onde o ator Franco partilhou as imagens do set. Em 20 de agosto, Franco foi flagrado durante as filmagens na Avenida Ocean em East Rockaway. A produção foi concluída em 31 de agosto de 2014, em Baldwin, Nova Iorque.

## Lançamento
O filme foi lançado no Festival Sundance de Cinema em 24 de janeiro de 2015 e também foi exibido na seção Panorama da 65ª edição do Festival de Berlim. O filme também foi exibido na Califórnia, durante a 17ª edição do Festival FilmOut de Cinema LGBT de San Diego. O filme também será exibido no Festival Frameline de Cinema em 18 de junho de 2015 no Castro Theatre em São Francisco.